# Ellen Altfest
Ellen Altfest (née à New York en 1970 ) est une peintre américaine qui vit et travaille à New York. Elle est surtout connue pour ses représentations réalistes de paysages et de natures mortes qui mélangent distinctions entre genres.

## Éducation
Altfest est diplômée de l'Université Cornell avec un baccalauréat en peinture et un baccalauréat en anglais, une maîtrise en peinture de Yale et étudie à la Skowhegan School of Painting and Sculpture.

## Œuvre
Selon le critique d'art Randy Kennedy, Altfest est connue pour ses «toiles à intense labeur qui regardent les choses dans le monde». Par exemple, tout en achevant son travail de 2013 Tree, Altfest passe 13 mois assis devant un tronc d'arbre à explorer les détails. Altfest est également connue pour ses travaux à petite échelle. L'arbre mentionné précédemment, une huile sur toile, a approximativement la taille d'un morceau de papier à dactylographier. 
En 2007, la galerie London's White Cube organise une exposition personnelle de son travail qui comprend la première série de peintures d'hommes. Une monographie est publiée à l'occasion de son exposition au White Cube. Son travail figure dans plusieurs expositions de premier plan, dont "The Leg" à la Chinati Foundation à Marfa, Texas en 2010, "Head and Plant" au New Museum de New York en 2012, "The Encyclopedic Palace" à la Biennale de Venise en 2013, et une exposition de sondage à la MK Gallery de Milton Keynes, Royaume-Uni en 2015.
Elle est influencée par The Large Turf d' Albrecht Dürer, Jackson Pollock, Sylvia Sleigh et Lucian Freud
- Large Rock, (2002)
- Studio Window at Night, (2003)
- Tumbleweed, (2005)
- Two Logs, (2005)
- Penis, (2006)
- Reclining Nude, (2006-2007)
- Gourds, (2006-2007)
- Green Gourd, (2007)
- The Butt, (2007)
- The Bent Leg, (2008)
- Torso, (2010)
- Armpit, (2011)
- Abdomen, (201